# Serut (Panti)
Serut is een bestuurslaag in het regentschap Jember van de provincie Oost-Java, Indonesië. Serut telt 11.829 inwoners (volkstelling 2010).